# Bouwdroger
Een bouwdroger is een bouwmachine die wordt gebruikt voor de ontvochting van een bouwplaats. Bouwdrogers worden vaak bij nieuwbouw toegepast. Een nieuw gebouw is vaak erg vochtig door ingeregend water of verdampend vocht van vers bouwmateriaal, zoals beton. Om een gebouw verder af te werken, met bijvoorbeeld stucwerk of schilderwerk, moet de ondergrond droog genoeg zijn. 
Er bestaan twee soorten bouwdrogers. Bouwdrogers die werken volgens het principe van condensdroging en bouwdrogers die werken volgens het principe van absorptiedroging.
Bij condensdroging wordt gebruikgemaakt van een koelgas. Het koelgas wordt onder hoge druk gebracht en vervolgens in de droger gespoten. Het gas zal condenseren, hiervoor is warmte nodig. De warmte voor de condensatie wordt onttrokken aan de lucht. De lucht die op deze manier door de droger gezogen wordt, zal snel afkoelen. Bij het afkoelen van de lucht condenseert het water. Het gecondenseerde water wordt afgevoerd of opgevangen in een condensatiebak.
Absorptiedroging gebruikt silicagel voor de absorptie van water uit de lucht. De verwarmde lucht wordt langs de silicagel geblazen waarbij het water geabsorbeerd wordt.